# Andrés Iniestra
Andrés Iniestra Vázquez Mellado, noto semplicemente come Andrés Iniestra (Guadalajara, 11 marzo 1996), è un calciatore messicano, centrocampista del Rànger's.

## Caratteristiche tecniche
È un mediano.

## Carriera
Cresciuto nel settore giovanile del Pumas UNAM, ha esordito in prima squadra il 4 agosto 2016 disputando l'incontro di CONCACAF Champions League vinto 4-2 contro il W Connection